# Horst Siegl
Pour les articles homonymes, voir Siegl.
Horst Siegl, né le 15 février 1969 à Ostrov nad Ohří (République tchèque), est un footballeur tchèque, qui évoluait au poste d'attaquant au Sparta Prague et en équipe de Tchécoslovaquie puis en équipe de République tchèque.
Siegl a marqué sept buts lors de ses vingt-trois sélections avec l'équipe de Tchécoslovaquie et l'équipe de République tchèque entre 1992 et 1998.

## Carrière
- 1987-1988 :  Sparta Prague
- 1989-1990 :  RH Cheb
- 1990-1995 :  Sparta Prague
- 1996 :  1.FC Kaiserslautern
- 1996-2000 :  Sparta Prague
- 2001-2003 :  FC Marila Příbram
- 2004 :  FC Viktoria Plzeň
- 2004-2006 :  FK SIAD Most

## Palmarès

### En équipe nationale
- 23 sélections et 7 buts avec l'équipe de Tchécoslovaquie et l'équipe de République tchèque entre 1992 et 1998.

### Avec le Sparta Prague
- Vainqueur du Championnat de Tchécoslovaquie en 1988, 1989, 1991 et 1993.
- Vainqueur du Championnat de République tchèque en 1994, 1995, 1997, 1998, 1999, 2000 et 2001.
- Vainqueur de la Coupe de Tchécoslovaquie en 1988, 1989 et 1992.

### Avec le FC Kaiserslautern
- Vainqueur de la Coupe d'Allemagne de football en 1996.